# 아카짱 혼포
아카짱 혼포(赤ちゃん本舗)는 1941년 오사카에서 창업한 유아, 임신, 어린이 용품 체인점, 2019년 기준으로 일본 전역에 118개의 매장을 운영하고 있다.